# 휘도
휘도(輝度, luminance)는 어떤 광원의 단위 면적당의 광도, 즉 광원의 단위 면적에서 단위 입체각으로 발산하는 광선속(빛의 양)을 의미한다. 단위로는 칸델라 매 제곱미터를 사용하며 이를 줄여서 니트(nit; nt)라고도 부른다. 칸델라 매 제곱센티미터, 줄여서 스틸브(stilb; sb)라는 단위를 사용하기도 한다.
칸델라의 단위가 루멘/스테라디안이므로, 휘도의 단위를 루멘/(제곱미터{\displaystyle \cdot }스테라디안)으로 표현할 수도 있다 
휘도의 수식적 정의는 다음과 같다.
{\displaystyle L_{v}={\frac {d^{2}F}{d{\vec {A}}\cdot d{\vec {\Omega }}}}}
여기서 {\displaystyle L_{v}}는 휘도, {\displaystyle F}는 광선속, {\displaystyle {\vec {A}}}는 면적벡터, {\displaystyle {\vec {\Omega }}}는 입체각벡터를 의미한다.

## 설명
휘도는 평평한 확산 표면에서 방출 또는 반사를 특성화하는 데 자주 사용된다. 휘도 수준은 특정 화각에서 특정 표면을 바라볼 때 인간의 눈이 얼마나 많은 광도를 감지할 수 있는지를 나타낸다. 따라서 휘도는 표면이 얼마나 밝게 나타나는지 나타내는 지표이다. 이 경우 관심 입체각은 눈의 동공이 이루는 입체각이다.
휘도는 비디오 산업에서 디스플레이의 밝기를 특성화하는 데 사용된다. 일반적인 컴퓨터 디스플레이는 50~300cd/m2를 방출한다. 태양의 휘도는 정오에 약 1.6×109 cd/m2이다.
기하광학에서는 휘도가 변하지 않는다. 이는 이상적인 광학 시스템의 경우 출력 휘도가 입력 휘도와 동일하다는 것을 의미한다.
실제 수동 광학 시스템의 경우 출력 휘도는 입력 휘도와 거의 동일하다. 예를 들어 렌즈를 사용하여 광원 물체보다 작은 이미지를 형성하면 광량이 더 작은 영역에 집중된다. 즉 이미지의 조도가 더 높아진다. 그러나 이미지 평면의 빛은 더 큰 입체각을 채우므로 렌즈에 손실이 없다고 가정하면 휘도는 동일하게 나타난다. 이미지는 원본(소스)보다 "더 밝을" 수 없다.

## 건강에 미치는 영향
눈이 높은 휘도에 노출되면 망막 손상이 발생할 수 있다. 망막의 국소 가열로 인해 손상이 발생할 수 있다. 광화학 효과는 특히 단파장에서 손상을 일으킬 수도 있다.
IEC 60825 시리즈는 고휘도 광원인 레이저에 대한 눈의 노출과 관련된 안전에 대한 지침을 제공한다. IEC 62471 시리즈는 등기구를 포함한 램프 및 램프 시스템의 광생물학적 안전성을 평가하기 위한 지침을 제공한다. 특히 이는 200 nm ~ 3000 nm의 파장 범위에서 레이저를 제외하고 LED를 포함하여 전기적으로 구동되는 모든 비간섭 광대역 광 방사원의 광생물학적 위험을 평가하고 제어하기 위한 노출 한계, 기준 측정 기술 및 분류 체계를 지정한다. 이 표준은 국제조명위원회(International Commission on Illumination)에 의해 표준 CIE S 009:2002로 작성되었다.

## 같이 보기
- 광도
- 조도
- 난반사
- 에텐듀
- 람베르트 반사
- 루마 (비디오)
- 루멘
- 명도
- 상대 휘도

| 측광량                                                      | 기호      | 단위               | 기호        | 차원           | 비고 |
| ----------------------------------------------------------- | --------- | ------------------ | ----------- | -------------- | --- |
| 발광 에너지(luminous energy)                                | Qv 또는 W | 루멘 초            | lm⋅s        | cd⋅sr⋅s        | |
| 광선속, 광속(luminous flux)                                 | Φv 또는 P | 루멘               | lm          | cd⋅sr          | |
| 광도(luminous intensity)                                    | Iv        | 칸델라             | cd (=lm/sr) | cd             | |
| 휘도(luminance)                                             | Lv        | 칸델라 매 제곱미터 | cd/m2       | cd/m2          | |
| 조도(illuminance)                                           | Ev        | 럭스               | lx (=lm/m2) | cd⋅sr/m2       | |
| 광출사도, 광속발산도(luminous emittance, luminous exitance) | Mv        | 럭스               | lx (=lm/m2) | cd⋅sr/m2       | |
| (방사의) 발광효율(luminous efficacy of radiation)           | K         | 루멘 매 와트       | lm/W        | cd⋅kg-1⋅m-1⋅s4 | 전자기 방사에 대한 광선속 양의 비율. 파장의 비시감도에 따라 달라지는데 최대치는 파장 555nm에서 683 lm/W이다. |
| (광원의) 발광효율(luminous efficacy of a source)            | η         | 루멘 매 와트       | lm/W        | cd⋅kg-1⋅m-1⋅s4 | 전등효율이라고도 하며, 어떤 광원에서 1W의 소비전력에 따라 발생하는 광선속 양의 비를 나타낸다. 이론적 최대치는 비시감도에 따라 파장별로 상이하고 파장 555nm에서 683 lm/W의 최대값을 가지나 실제로는 이보다 낮다. |